# Syrah
Syrah eller Shiraz er en blå drue, der ofte bruges til at skabe fyldige vine med god syre og masser af mørk frugt i smagen. Navnet Syrah bruges i det sydlige Frankrig, hvor druen stammer fra, mens Shiraz er navnet, der benyttes i Australien.

## Navn
Myter og legender har knyttet navnet til Shiraz i Iran, Siracusa i Italien og Syrien m.fl. Men det er folkeetymologi, og det er sandsynligt, at navnet kommer fra en keltisk-ligurisk rod (indoeuropæisk *ser) som betyder bjergkæde (jf. spansk sierra) eller langvarig (jf. latin serus).

## Oprindelse
Syrah stammer fra Rhône-dalen i SØ-Frankrig, og en DNA-analyse fra 1998 af University of California har vist, at druen er en krydsning mellem Dureza og Mondeuse Blanche fra samme område.

## Anvendelse
Druen bruges både som blandingsdrue og alene.
| Vin og vindruer | Spire Denne artikel om vin eller vindruer er en spire som bør udbygges. Du er velkommen til at hjælpe Wikipedia ved at udvide den. |